# Gyula de Giulești

Gyula de Giulești a fost cneaz în Giulești, Maramureș (Gyulafalva) și Mestecăniș (Nyires) și fiul lui Dragoș I.

## Cneaz în Maramureș
Gyula de Giulești a fost ales voievod la plecarea tatălui său în Moldova. A luat parte la luptele împotriva lui Bogdan I, care trecuse în Moldova și îi alungase pe urmașii lui Dragoș I. După moartea sa, voievodatul a fost transformat în comitat sub conducerea fiilor lui Sas, Drag și Balc.
Gyula de Giulești (n. 1349) a avut șase fii:
1.Dragoș (n. 1368)
2.Ștefan (n. 1368)
21.Iuliu (n. 1415)
22.Costea (n. 1415)
23.Dragomir (n. 1415)
231.Ivanca (n. 1415)
2311.Retnic (Strămoșul familiilor Rednic)
2312.Gheorghe (Strămoșul familiilor Rednic)
232.Iuliu (n. 1415)
2321.Fițe (Strămoșul familiilor Perșa)
2322.Mihai (Strămoșul familiilor Bercea)
24.Stana (n. 1415)
3.Tătar (n. 1368)
4.Dragomir (n. 1368)
5.Costea (n. 1368)
6.Miroslav (n. 1368) (Strămoșul familiilor Feier)
61.Pop Nan
611.Feier
612.Juliu
613.Joan